# División de Honor Femenina 2000-01
La División de Honor Femenina 2000-2001 fue la XIII edición de la Primera División Femenina de España, organizada por la RFEF.
El Levante UD ganó aquí su segundo título de liga, repitiendo la gesta de la campaña 1997-98 con la antigua denominación St. Vicent Valencia.

## Sistema de competición
Para esta edición se repitió el formato de la liga anterior. Para dar cabida a un número mayor de equipos de fútbol femenino se agruparon a éstos en 4 grupos diferentes en función de proximidad geográfica. En cada uno de esos grupos se disputó una competición de liguilla del que saldrían cuatro ganadores, que posteriormente se enfrentaron en semifinales a partido único, y la gran final.

## Desarrollo

### Clasificación del grupo 1[1]
| Pos | Equipo            | Ptos     |
| --- | ----------------- | -------- |
| 1   | Eibartarrak       | 59       |
| 2   | SD Lagunak        | 58       |
| 3   | Oiartzun KE       | 51       |
| 4   | Añorga KKE        | 47       |
| 5   | Corella           | 44       |
| 6   | Lagun Onak        | 40       |
| 7   | Bizkerre CF       | 32       |
| 8   | Bilbao            | 29       |
| 9   | Anaitasuna        | 26       |
| 10  | Zarautz           | 22       |
| 11  | Retuerto          | 18       |
| 12  | Motrico           | 9        |
| 13  | Gazteria          | 1        |
| 14  | Trofeo La Amistad | retirado |

### Clasificación del grupo 2[2]
| Pos | Equipo               | Ptos |
| --- | -------------------- | ---- |
| 1   | Pozuelo              | 75   |
| 2   | AD Torrejón          | 73   |
| 3   | Nª Señora de Belén   | 60   |
| 4   | Madrid Oeste         | 60   |
| 5   | Rosillo 75           | 52   |
| 6   | León                 | 39   |
| 7   | Peña Azul            | 38   |
| 8   | Casa Social Católica | 30   |
| 9   | Tres Cantos          | 26   |
| 10  | Coslada              | 24   |
| 11  | Canillas             | 18   |
| 12  | Oroquieta Villaverde | 15   |
| 13  | Miguelturreño        | 14   |
| 14  | Mareo                | 2    |

### Clasificación del grupo 3[3]
| Pos | Equipo       | Ptos |
| --- | ------------ | ---- |
| 1   | Levante UD   | 78   |
| 2   | RCD Espanyol | 66   |
| 3   | L'Estartit   | 56   |
| 4   | FC Barcelona | 54   |
| 5   | CE Sabadell  | 43   |
| 6   | Llers        | 41   |
| 7   | Tortosa      | 38   |
| 8   | Terrasa      | 33   |
| 9   | Argel        | 28   |
| 10  | L'Eliana     | 23   |
| 11  | Breda        | 20   |
| 12  | Pardinyes    | 18   |
| 13  | Montjuic     | 16   |
| 14  | Cornellá     | 5    |

### Clasificación del grupo 4
| Pos | Equipo                            | Ptos     |
| --- | --------------------------------- | -------- |
| 1   | Irex Puebla                       | 75       |
| 2   | CD Híspalis                       | 73       |
| 3   | San Roque                         | 60       |
| 4   | Estudiantes Huelva                | 53       |
| 5   | Atlético Jiennense                | 52       |
| 6   | Nueva Ciudad                      | 39       |
| 7   | Fray Albino                       | 38       |
| 8   | Peña Nuestra Señora de la Antigua | 38       |
| 9   | Las Mercedes                      | 26       |
| 10  | Ñaque                             | 24       |
| 11  | Peña Rociera                      | 18       |
| 12  | Ronda                             | 15       |
| 13  | Juval                             | retirado |
| 14  | Montilla                          | retirado |

### Fase de campeones[4]
Los cuatro campeones de los grupos anteriores disputaron eliminatorias a partido único:
|  | Semifinales | Semifinales |   |  | Final      | Final |  |
|  |             |             |   |  |            |       |  |
|  |             |             |   |  |            |       |  |
|  | Eibartarrak | 4           |   |  |            |       |  |
|  | Irex Puebla | 2           |   |  |            |       |  |
|  |             |             |   |  |            |       |  |
|  |             |             |   |  |            |       |  |
|  |             |             |   |  | Levante UD | 4     |  |
|  |             | Eibartarrak | 0 |  |            |       |  |
|  |             |             |   |  |            |       |  |
|  |             |             |   |  |            |       |  |
|  |             |             |   |  |            |       |  |
|  |             |             |   |  |            |       |  |
|  | Levante UD  | 8           |   |  |            |       |  |
|  | Pozuelo     | 2           |   |  |            |       |  |